# Claudio Martelli

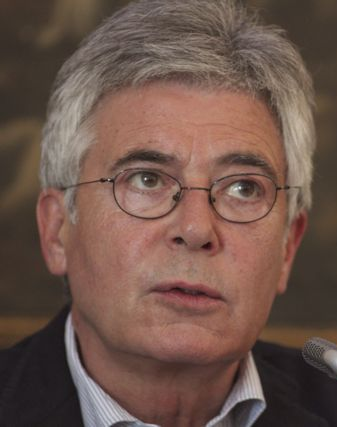
Claudio Martelli (2012)

Claudio Martelli (* 23. September 1943 in Gessate, Provinz Mailand) ist ein italienischer Journalist und Politiker der Partito Socialista Italiano (PSI) sowie der Nuovo Partito Socialista Italiano, der unter anderem Mitglied der Abgeordnetenkammer (Camera dei deputati), Mitglied des Europäischen Parlaments, Vize-Präsident des Ministerrats sowie Justizminister Italiens war.

## Leben

### Studium, Parteifunktionär und Abgeordneter
Martelli besuchte wie zuvor Bettino Craxi und später Gerry Scotti das Gymnasium Giosuè Carducci in Mailand, wo der Schriftsteller und Journalist Massimo Fini zu seinen Klassenkameraden gehörte. Nach Abschluss des Gymnasiums studierte er Philosophie und wurde nach Beendigung des Studiums Wissenschaftlicher Assistent an der Philosophischen Fakultät der Universität Mailand.
Seine politische Laufbahn in der Partito Socialista Italiano (PSI) begann er 1966 in der Kommunalpolitik Mailands, ehe er 1976 von Bettino Craxi, der kurz zuvor Generalsekretär der PSI wurde, als Mitarbeiter in die Parteizentrale in Rom geholt wurde.
Bei der Wahl vom 12. Juni 1979 wurde er erstmals für die PSI zum Mitglied der Abgeordnetenkammer gewählt, in der er zunächst bis Juni 1987 den Wahlkreis Mantova und danach bis zum 14. April 1994 den Wahlkreis Palermo vertrat. Während seiner langjährigen Parlamentszugehörigkeit war er unter anderem Mitglied der Ständigen Ausschüsse für Unterricht und schöne Künste, für Inneres und für Auswärtiges.
Auf dem Parteitag der PSI in Palermo wurde er 1981 neben Valdo einer der beiden Vizesekretäre der Partei, und damit Stellvertreter Craxis. Auf dem darauf folgenden Parteitag 1984 in Verona wurde er dann einziger Vizesekretär der PSI.

### Europaabgeordneter, Vize-Ministerpräsident und Justizminister
Bei der Europawahl 1984 wurde er darüber hinaus auch zum Mitglied des 2. Europäischen Parlamentes gewählt und gehörte diesem bis 1989 an.
Am 23. Juli 1989 wurde Claudio Martelli von Ministerpräsident Giulio Andreotti zum Vize-Ministerpräsidenten (Vicepresidente del Consiglio dei Ministri) sowie Justizminister (Ministro della Giustizia) in dessen sechstes Kabinett berufen und bekleidete diese Ämter auch in dessen siebter Regierung bis zum 28. Juni 1992. Das Amt des Justizministers übernahm er danach auch im ersten Kabinett von Ministerpräsident Giuliano Amato.

#### Tangentopoli-Skandal, Mani pulite-Ermittlung und Rücktritt als Minister
In seine Amtszeit fiel der sogenannte Tangentopoli-Skandal, bei dem der damalige Staatsanwalt Antonio Di Pietro im Februar 1992 in Mailand ein System von Korruption, Amtsmissbrauch und illegaler Parteifinanzierung offenlegte. Nachdem dieser Skandal und die darauf folgenden Enthüllungen im Zuge der Mani pulite-Untersuchungen zu massiven Vorwürfen gegen die PSI und andere Parteien gekommen war, bewarb sich Martelli nach dem Rücktritt von PSI-Generalsekretär Craxi im Februar 1993 um dessen Nachfolge.
Als es ihm daraufhin vorgeworfen wurde, selbst in den 1980er Jahren in die Skandale um die Mailänder Banco Ambrosiano verwickelt gewesen zu sein, trat er am 10. Februar 1993 als Justizminister zurück und verzichtete auch auf die Kandidatur für das Amt des PSI-Generalsekretärs, welches dann vorübergehend bis Mai 1993 von Giorgio Benvenuto und danach von Ottaviano Del Turco übernommen wurde.
Er blieb jedoch Mitglied der Camera dei deputati, wobei er am 28. April 1993 aus der PSI austrat und sich der von Marco Pannella geführten Gruppe Federalista Europeo anschloss.

#### Rückzug aus der Politik und erneute Mitgliedschaft im Europaparlament
Nach seinem Ausscheiden aus dem Parlament am 14. April 1994 war er zunächst in der Privatwirtschaft tätig und gründete 1996 die Hilfsorganisation Opera und die Bürgerorganisation Società Aperta. 1997 wurde er Chefredakteur der 1948 auf Initiative von Pietro Nenni gegründeten kulturpolitischen Zeitschrift MondOperaio. Darüber hinaus war er 1998 Berater der Ministerin für soziale Solidarität, Livia Turco, in Fragen der Einwanderungspolitik.
Nachdem Martelli Mitglied der Socialisti Democratici Italiani (PDI) wurde, wurde er bei der Europawahl 1999 als der Kandidat zum Mitglied des 5. Europäischen Parlamentes gewählt und gehörte diesem bis 2004 an. Am 19. Januar 2001 gründete er gemeinsam mit Gianni De Michelis und Bobo Craxi, dem Sohn Bettino Craxis, die Nuovo Partito Socialista Italiano (NPSI), die jedoch bei weitem nicht an den Einfluss und die Macht der früheren PSI heranreichte.

### Fernsehmoderator und Zeitungsredakteur
Nach seinem Ausscheiden aus dem Europaparlament wurde er beim privaten Fernsehsender Canale 5 Moderator der Talkshow Claudio Martelli racconta und dann von September 2005 bis April 2006 der Sendung L'Incudine, des ebenfalls zur Unternehmensgruppe Mediaset von Silvio Berlusconi gehörenden Privatsenders Italia 1. Im Anschluss kehrte er zu Canale 5 zurück, und moderierte dort im Herbst 2006 die Fernsehsendung Flash Back.
Daneben war er von 2005 bis 2008 Redakteur bei den Zeitschriften Osservatorio und Oggi. 2009 kehrte er zu Canale 5 zurück und befasste sich dort als Fernsehjournalist mit Fragen zur Verfassung Italiens.
Bei den Kommunalwahlen 2011 versuchte er vergeblich eine Rückkehr in die Politik, als er ohne Erfolg für ein Mandat im Stadtrat von Siena kandidierte.